# Kijevo
Kijevo ist eine Ortschaft  in der Gespanschaft Šibenik-Knin in Kroatien.

## Lage und Einwohner
Kijevo ist eine kleine Ortschaft im Zagora zwischen Knin und Vrlika. Die Ortschaft befindet sich in der Gespanschaft Šibenik-Knin und zählte 417 Einwohner laut Volkszählung im Jahr 2011. Alle 417 Einwohner waren römisch-katholisch und bekannten sich als ethnische Kroaten. Das Dorf liegt etwa zehn Kilometer südlich des höchsten Bergs Kroatiens, Dinara (1831 m). Kijevo liegt auch nahe der Quelle der Cetina.

## Geschichte

### Kroatienkrieg (1991–1995)
Im Rahmen der bewaffneten Auseinandersetzungen nach dem Zerfall Jugoslawiens 1991 wurde Kijevo die erste durch paramilitärische Truppen der Krajina-Serben „ethnisch gesäuberte“ Ortschaft. Grund für die Verwüstung war, dass die Ortschaft ausschließlich von Kroaten bewohnt war. Damals zählte Kijevo 1261 Einwohner, von denen 99,6 % Kroaten waren. Die umliegenden Ortschaften Polača, Civljane und Cetina waren jedoch überwiegend serbisch.
Das kroatische Innenministerium errichtete damals eine Polizeistation in dieser Ortschaft, weshalb Kijevo rasch von rebellierenden Serbentruppen umzingelt wurde. Die Truppen des Chefs der selbsternannten Serbischen Republik Krajina, Milan Martić, errichteten am 17. August 1991 Barrikaden und verweigerten jeglichen Zutritt zum Dorf. Am 18. August 1991 richtete Martić ein Ultimatum an die Polizei und an die Bewohner von Kijevo, in dem er sie dazu aufforderte, die Ortschaft zu verlassen.
Schließlich griff die Jugoslawische Volksarmee unter der Führung von Ratko Mladić am 26. und am 27. August 1991 das Dorf mit großen Geschützen an. Das Dorf wurde erobert, was die unweit stationierten kroatischen Truppen zum Abzug aus Drniš zwang. Die übriggebliebene kroatische Bevölkerung floh, nachdem die Artillerie die meisten Häuser zerstört hatte. Kijevo wurde dem Erdboden gleichgemacht, kein Haus blieb erhalten.
Die Reporterin des Belgrader Fernsehens Vesna Jugović zeichnete diese Ereignisse auf. Martić und Mladić wurden am Internationalen Strafgerichtshof in Den Haag für diesen Fall der „ethnischen Säuberung“ angeklagt.
Nach der Rückeroberung 1995 durch kroatische Truppen wurde der Ort wieder größtenteils aufgebaut. Nahe der Ortschaft ragen nun die zwei Kirchtürme der Dorfkirche hinter den Hügeln hervor, die bereits von weitem sichtbar sind. Die katholische Kirche war das erste Bauwerk, das nach dem Krieg in Kijevo wieder errichtet wurde. Mittlerweile sind viele Menschen wieder nach Kijevo zurückgekehrt.

## Bilder

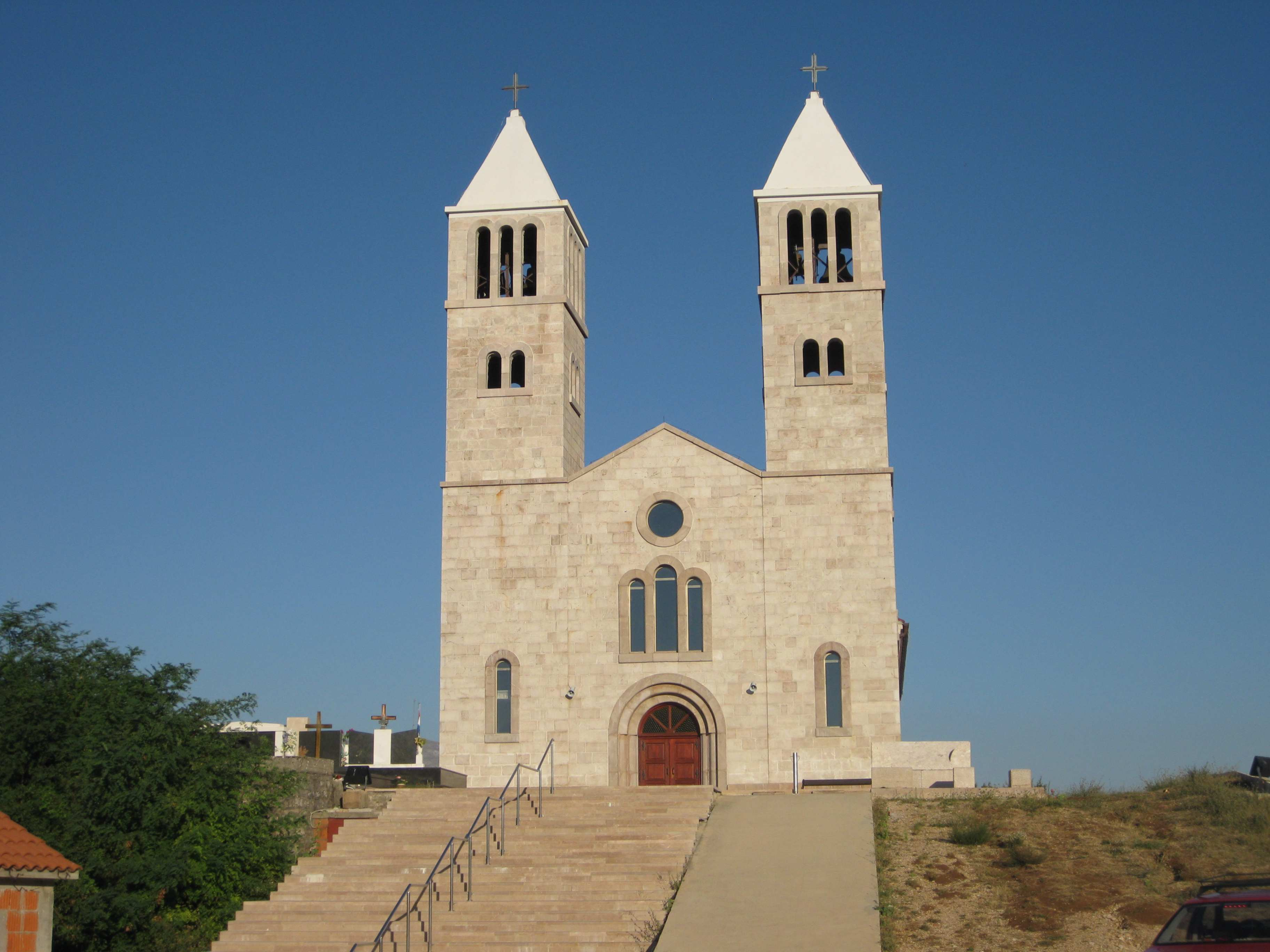
Sankt-Michael-Kirche
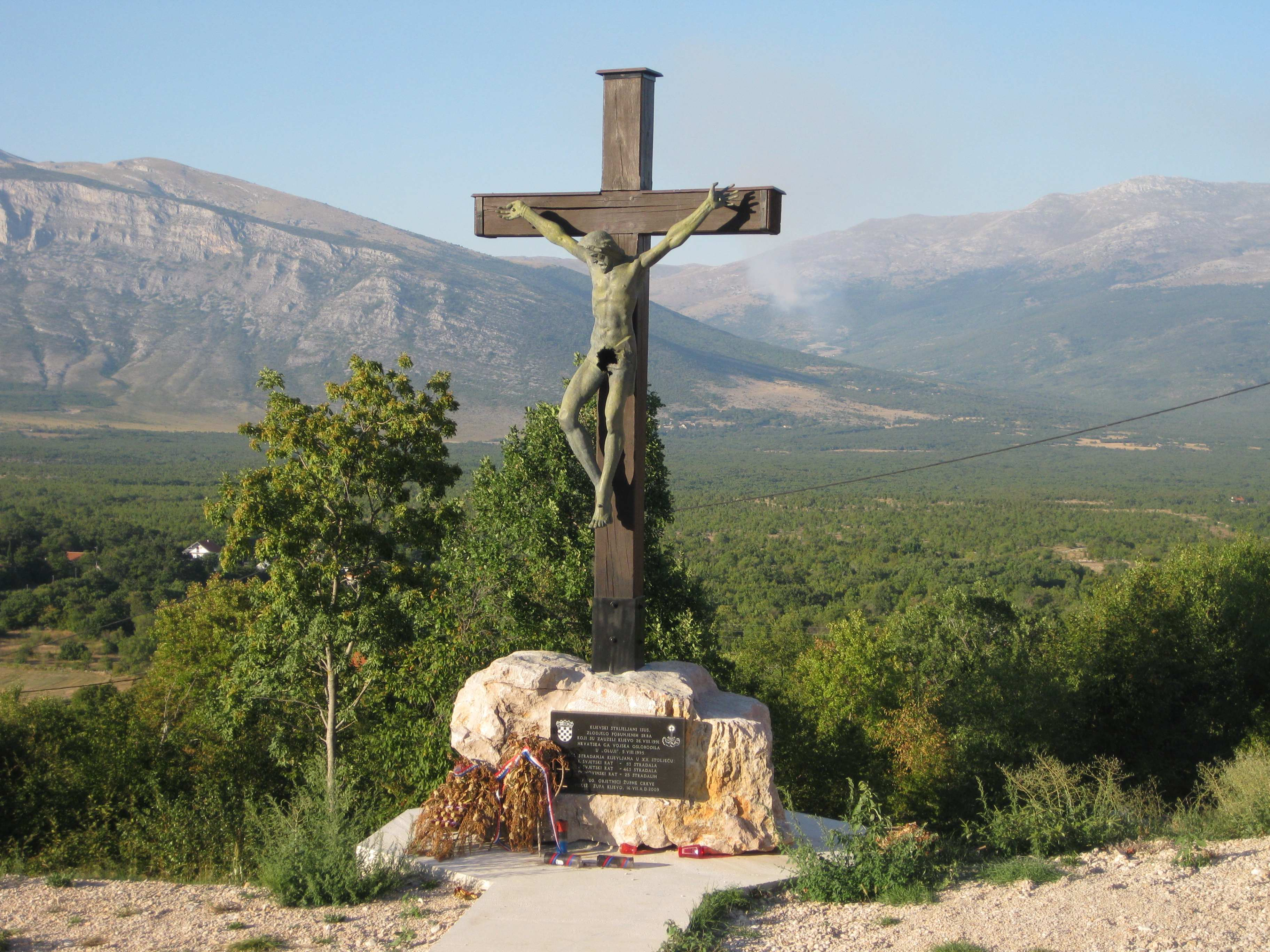
Kriegsdenkmal